# Alció dorsiblanc
L'alció dorsiblanc (Todiramphus albonotatus) és una espècie d'ocell de la família dels alcedínids (Alcedinidae) que habita els boscos de l'illa de Nova Bretanya. Es considera com a gairebé amenaçada a la Llista vermella de la UICN.